# Santa Llúcia de Perves
Santa Llúcia de Perves és una església de Perves al municipi de Pont de Suert (Alta Ribagorça) inclosa a l'Inventari del Patrimoni Arquitectònic de Catalunya.

## Descripció
Petita capella d'una nau, encastada al desnivell topogràfic.
Té una senzilla porta d'accés amb dues espitlleres laterals i un òcul a sobre. La coberta és a dues vessants.
Es troba al costat de la carretera del port de Perves.